# Bures-les-Monts
Bures-les-Monts är en kommun i departementet Calvados i regionen Normandie i norra Frankrike. Kommunen ligger i kantonen Le Bény-Bocage som ligger i arrondissementet Vire. År 2018 hade Bures-les-Monts 146 invånare.

## Befolkningsutveckling
Antalet invånare i kommunen Bures-les-Monts
Referens: INSEE